# Ethan Katzberg
Ethan Katzberg (* 5. April 2002 in Nanaimo, British Columbia) ist ein kanadischer Leichtathlet, der sich auf den Hammerwurf spezialisiert hat. 2023 siegte er bei den Weltmeisterschaften in Budapest und 2024 bei den Olympischen Spielen in Paris.

## Sportliche Laufbahn
Ethan Katzberg stammt aus der kanadischen Provinz British Columbia. Er wuchs in Nanaimo auf. Seine ältere Schwester betrieb während ihrer Schulzeit Hammerwurf und so fing später auch er selbst mit der Sportart an. Zunächst wurde er von seinem Vater trainiert. Sein Wurftalent wurde später vom kanadischen Bronzemedaillengewinner im Kugelstoßen der Olympischen Spiele 2008 in Peking, Dylan Armstrong, entdeckt. Katzberg begann 2020 unter dessen Anleitung beim Kamloops Track & Field Club mit dem spezialisierten Hammerwurftraining. Seine ersten Wettkämpfe im Hammerwurf absolvierte er seit 2018, wobei er damals schon Erfolge gegen die nationale Konkurrenz verbuchen konnte. 2019 warf er als damals Siebzehnjähriger in einem Wettkampf mit dem Wettkampfgewicht der Erwachsenen über 55 Meter. Bis 2021 steigerte er sich auf eine Bestweite von 69,75 m. Im Juli desselben Jahres nahm er in Nairobi an den U20-Weltmeisterschaften teil. Dort erreichte er souverän das Finale, wenngleich er darin anschließend keinen gültigen Versuch zustande brachte. Kurz vor den Weltmeisterschaften stellte er mit 77,97 m einen neuen U20-Nationalrekord Kanadas mit dem 6-kg-Wurfgewicht auf. 2022 verbesserte sich Katzberg im April zunächst auf eine Bestweite von 74,16 m mit dem Wurfgewicht der Erwachsenen. Im Juni wurde er kanadischer Vizemeister. Anfang August trat er dann für Kanada bei den Commonwealth Games in Birmingham an. Dort verbesserte er im Finale seine Bestweite um mehr als 2 Meter bis auf 76,36 m und konnte damit die Silbermedaille gewinnen. 2023 stellte Katzberg im Mai in seinem Heimatstadion im Kamloops mit 78,41 m eine neue Bestweite auf. Anfang Juni siegte er beim Diamond-League-Meeting in Paris.
Am 20. August 2023 siegte er mit kanadischem Nationalrekord von 81,25 m bei den Weltmeisterschaften in Budapest. Bereits in der Qualifikation zuvor steigerte er seine Bestweite um mehr als zwei Meter. Mit dem Titelgewinn wurde Katzberg jüngster Weltmeister im Hammerwurf. Anfang November trat er in Chile bei den Panamerikanischen Spielen an und konnte mit neuem Veranstaltungsrekord von 80,96 m die Goldmedaille gewinnen. Im April 2024 warf Katzberg bei einem Meeting in Kenia den Hammer auf 84,38 m und damit auf die größte in einem Hammerwurfwettkampf geworfene Weite seit 2008. Zudem reihte er sich auf dem neunten Platz der Allzeitbestenliste in seiner Disziplin ein. Bei den Olympischen Spielen 2024 in Paris holte er mit 84,12 m Gold.

## Wichtige Wettbewerbe
| Jahr               | Veranstaltung           | Ort                | Platz              | Disziplin          | Weite              |
| Startet für Kanada | Startet für Kanada      | Startet für Kanada | Startet für Kanada | Startet für Kanada | Startet für Kanada |
| ------------------ | ----------------------- | ------------------ | ------------------ | ------------------ | ------------------ |
| 2021               | U20-Weltmeisterschaften | Nairobi            |                    | Hammerwurf (6 kg)  | o.g.V. (Finale)    |
| 2022               | Commonwealth Games      | Birmingham         | 2.                 | Hammerwurf         | 76,36 m            |
| 2023               | Weltmeisterschaften     | Budapest           | 1.                 | Hammerwurf         | 81,25 m            |
| 2023               | Panamerikanische Spiele | Santiago de Chile  | 1.                 | Hammerwurf         | 80,96 m            |
| 2024               | Olympische Spiele       | Paris              | 1.                 | Hammerwurf         | 84,12 m            |

## Leistungsentwicklung
- 2019: 55,72 m
- 2021: 69,75 m
- 2022: 76,36 m
- 2023: 81,25 m
- 2024: 84,38 m (kanadischer Rekord)